# 스카우팅 리포트
《스카우팅 리포트》는 2019년 10월 25일에 방영한 《KBS 드라마 스페셜 2019》 시리즈 중 다섯 번째 작품이다.

## 줄거리
해고 위기를 벗어나기 위해 최고 유망주 쟁탈전에 뛰어든 스카우터가 뜻밖의 사람들을 만나고 담담하게 과거의 자신을 마주한다.

## 등장 인물

### 주요 인물
- 최원영 : 윤경우(40세) 역 (20대 권혁현) - 전직 야구 선수 출신 스카우터
- 이도현 : 곽재원(18세) 역 - 강림고 에이스, 특급 유망주

### 주변 인물
- 유지연 : 김진숙(42세) 역 - 재원의 어머니, 숙이네 횟집 사장
- 김지훈 : 박종만(42세) 역 - 구단 스카우터 팀장
- 이현균 : 김태용(42세) 역 - 강림고 야구부 감독
- 전국향 : 김옥분(66세) 역 - 경우의 어머니
- 이황의 : 이황의(53세) 역 - JK 드래곤즈의 단장

## 수상 경력
- 2019년 KBS 연기대상 연작·단막극상 - 이도현